# Mademoiselle Lloyd
Pour les articles homonymes, voir Lloyd.
Marie-Émilie Jolly, dite Mademoiselle Lloyd ou Marie-Émilie Lloyd, née le 1er janvier 1842 à Paris et morte dans la même ville le 11 avril 1897, est une actrice française.

## Biographie
Le 8 septembre 1887, elle épouse le peintre et dramaturge Jean-Georges Vibert, dit Jehan Georges Vibert (1840-1902).

## Théâtre

### Carrière à la Comédie-Française
Entrée en 1863
Nommée 306e sociétaire en 1881
Départ en 1892
- 1863 : Le Misanthrope de Molière : Célimène
- 1863 : Le Barbier de Séville de Beaumarchais : Rosine
- 1864 : Esther de Jean Racine : une jeune Israélite
- 1864 : La Thébaïde de Jean Racine : Olympe
- 1865 : Andromaque de Jean Racine : Cléone
- 1866 : Iphigénie de Jean Racine : Doris
- 1867 : Phèdre de Jean Racine : Ismène
- 1867 : Hernani de Victor Hugo : un page
- 1867 : Andromaque de Jean Racine : Céphise
- 1867 : Bajazet de Jean Racine : Zatime
- 1867 : Athalie de Jean Racine : Salomith
- 1868 : Mithridate de Jean Racine : Monime
- 1869 : Le Mariage de Figaro de Beaumarchais : Chérubin
- 1869 : Le Misanthrope de Molière : Eliante
- 1869 : Mithridate de Jean Racine : Phoedime
- 1871 : Adrienne Lecouvreur d'Eugène Scribe et Ernest Legouvé : Mlle Jouvenot
- 1872 : Britannicus de Jean Racine : Albine
- 1874 : George Dandin de Molière : Angélique
- 1874 : Esther de Jean Racine : Zarès
- 1874 : Andromaque de Jean Racine : Andromaque
- 1876 : L'Étrangère d'Alexandre Dumas fils : Mme d'Ermelines
- 1877 : Le Joueur de Jean-François Regnard : Angélique
- 1877 : Athalie de Jean Racine : Josabet
- 1879 : L'École des maris de Molière : Léonor
- 1880 : Les Femmes savantes de Molière : Armande
- 1887 : Raymonde d'André Theuriet : Clotilde
- 1888 : Les Femmes savantes de Molière : Philaminte
- 1890 : Le Misanthrope de Molière : Arsinoé